# リヴァプール・セント・ヘレンズFC
リヴァプール・セント・ヘレンズFC（英: Liverpool St Helens F.C.）は、イングランドのマージーサイド・セント・ヘレンズに本拠地を置くラグビーユニオンクラブである。スタジアムはモス・レーン。世界最古のオープンラグビークラブであると主張している。

## 歴史
1857年、前身となるリバプールフットボールクラブが創設。
1990-91シーズン後に降格して以降は、プレミアシップから遠ざかっている。